# 1932年香港
|        | 香港歷史 \| 香港歷史年表                                                                                                   |
| 世紀： | 19世紀香港 \| 20世紀香港 \| 21世紀香港                                                                                     |
| 年代： | 1900年代香港 \| 1910年代香港 \| 1920年代香港 \| 1930年代香港 \| 1940年代香港 \| 1950年代香港 \| 1960年代香港               |
| 年份： | 1927年香港 \| 1928年香港 \| 1929年香港 \| 1930年香港 \| 1931年香港 \| 1932年香港 \| 1933年香港 \| 1934年香港 \| 1935年香港 |
| 紀年： | 辛未年（羊年）、香港開埠90周年                                                                                             |

## 大事记
- 本年政府財政收入為3,355萬港元，支出3,205萬[1]。
- 香港中華廠商聯合會成立[2]:4289。
- 香港頒布《離婚條例》、《離婚規程》[2]:4289。
- 香港大學馮平山中文圖書館落成[2]:4290。

### 1月
- 1月1日——香港《破產條例》、《競博稅條例》公布施行[2]:4023。
- 1月6日——喇沙書院全面建成，正式啟用。
- 1月9日——油麻地上海街大火焚斃4命。

### 2月
- 2月10日——香港東華醫院籌款賑濟一二八淞滬戰役中的難民[2]:4076。
- 2月18日——筲箕灣大街西273號曾獻庭之子曾大佳被人謀殺斃命。

### 3月
- 3月10日——香港裸體運動協會註冊成立，主要從事戶外集體全裸的球類活動、日光浴及游泳等，會長為拉脫維亞人林伯（H. E. Lanepart），該會成立之初，有8名非英籍的歐洲人會員（5男3女），活動最初在大圍香粉寮進行，每星期一次。林伯在香港提倡裸體運動引起全港的震動，許多人表示反對，但亦有為數不少的人贊成。1935年，該會將活動遷至青衣島的鑊底灣，這裡既有可進行海浴的泳場，也有可裸曬太陽的沙灘，且無人到達，為當時理想的全裸活動場地。1948年該會改名為「香港日光浴會」，會所設在深水埗大埔道103號4樓，會員人數已發展至百餘人。然而，由於整個運動皆由會長林伯個人的財力支撐，當1956年林伯離港後，香港裸體運動亦隨之結束。裸體運動是20世紀初在德國興起的一種健康活動，在20至30年代初，歐美各國皆有各種裸體運動組織[3]。
- 3月24日——歌舞女郎黎明暉及男友馮德謙於跑馬地奕蔭街街口被兇徒槍殺。

### 4月
- 4月18日——英高地團第二營士兵900人乘「坎特號」旗艦由上海撤至香港[2]:4133。

### 5月
- 5月4日——上環康樂道西17號錦綸泰旅店二樓第四號房，一少婦被人以褲頭帶勒斃。
- 5月6日——港督貝璐休假離港，輔政司修頓署任港督[1]。
- 5月16日——香港因水荒開始制水。
- 5月27日——九龍灣發生覆舟事故，數人喪生[4]。
- 5月28日——香港第一屆英帝國貨品展覽會開幕[2]:4163。

### 6月
- 6月9日——鄒魯在香港談中蘇復交問題，稱中蘇復交於國情上便利，決非聯蘇，復交後，政府仍抱防共之旨[2]:4171。
- 6月17日——太古洋行船務部經理胡禧堂及兒子胡百祿被外甥陳霖福開槍擊斃，胡禧堂延至6月19日去世[5][6]。
- 6月26日——新任廣東空軍司令黃光銳續派飛機飛伶仃洋轟炸陳策各艦，各艦以高射炮還擊，旋避入香港英界[2]:4182。

### 7月
- 7月1日——警方收到消息指惠州70餘名賊匪密謀行劫元朗墟，遂於新界實施戒嚴，因防範嚴密，劫案並未發生[1]。
- 7月31日——深水埗餅店大火造成8屍9命7傷[7]。

### 8月
- 8月1日——香港《婦女雜誌》創刊[2]:4205。

### 9月
- 9月7日——大坑銅鑼灣道42號發生兇殺及傷人案，1死3傷[1]。
- 9月12日——香港政府通告，自本日起，兩周內各報不許刊載有關九一八問題之文章，其他抗日文章亦應少登，言論不得「過激」，所有文章題目、小標題以及電報事先均須送檢[2]:4230。

### 10月
- 10月7日——立法局通過1933年財政預算案，總額為港幣27,585,142元[1]。
- 10月24日——港日貿易衰落，輸入減少75%，輸出則少50%[1]。

### 11月
- 11月4日——香港郵政總署首次試行空郵服務[2]:4259。

### 12月
- 12月29日——萬容、萬樹兄弟二人，於沙頭角被四賊匪持短槍截劫，萬樹被擊斃，萬容被擊至重傷。銅鑼灣道40號2樓，兇徒濳入屋內，殺死1人及斬傷4人。
- 12月30日——油麻地118號廟街醉月下乘妓院三樓2人被塞口焗斃。

## 出生
- 1月23日 - 李香琴，著名演員。